# 대전보덕초등학교
대전보덕초등학교(大田普德初等學校)는 대한민국 대전광역시 유성구 봉산동에 위치했던 공립 초등학교이다. 1998년 9월 1일에 대전송강초등학교와 구즉초등학교를 분리하여 개교하였으며, 2005년 당시 재학생이 1501명 39학급에 달하였으나, 그 해 9월 1일에 인근에 대전두리초등학교가 개교하면서 학생수가 급감해 폐교 위기를 맞게 되었고, 결국 개교 11년 6개월만인 2010년 2월 28일에 폐교하게 되었다. 이후, 해당 부지와 건물은 한국가스기술공사에 매각되어 2010년 7월 이후부터 한국가스기술공사의 본사 사옥으로 사용되게 되었다.

## 대거 전학사태 및 폐교
2005년 9월 두리초등학교가 개교할 당시, 보덕초등학교 통학 구역에 포함되었던 대단지 아파트의 주민들이 ‘신설된 두리초등학교로 전학을 불허할 경우 등교거부도 불사하겠다’는 강경한 입장을 밝혔고, 이를 대전교육청이 수용하면서 총 학생수 1501명 가운데 약 1000여명이 대거 빠져나가는 사태가 발생하였다.
아파트 주민들이 전학을 원했던 이유는 두리초등학교가 대단지 아파트 안쪽으로 위치한 반면에, 보덕초등학교는 주변으로 소득 수준이 낮은 저밀도 단독 주택단지가 구성되어 있어 '학습환경이 나쁘다'는 이유에서였다. 이 때문에 보덕초등학교의 통학구역은 상업지역 및 단독주택지로 대폭 축소되어 2009년 7월을 기준으로 보덕초등학교는 202명 10학급으로 매우 줄어든 반면에, 두리초등학교는 1730명 50학급으로 과밀 수준에 이르른 기현상이 발생하였다.
이에 교육청이 뒤늦게 보덕초등학교로의 전학을 허용하고 2008년에는 시청각실을 새단장하는 등 부흥하기 위해 노력하였으나 2010년을 기해 6학급 이하로 감소할 것이라는 전망이 나왔고, 보덕초 학부모 가운데 78%가 폐교에 찬성한다는 의견을 내기에 이르면서, 결국 대전광역시교육청은 학부모들과 가진 모임과 설문조사 등을 실시하여 인근의 구즉초등학교나 송강초등학교로의 통폐합을 바탕으로 하여, 2010년 2월 28일자로 대전보덕초등학교를 폐지하는 내용이 포함된 '대전광역시립학교설치조례 입법개정 조례안'을 2009년 7월 13일에 입법예고하였다. 이후 대전교육청은 9월 18일에 대전시의회에서 보덕초등학교의 폐교안이 최종 가결됨에 따라, 2010년 2월 28일자로 보덕초등학교를 폐교하기로 결정했다는 입장을 밝혔다.
폐교 이후의 통학 구역은 구즉초등학교와 대전송강초등학교로 각각 흡수되어, 기존 보덕초등학교의 재학생은 이 두 학교 가운데 하나의 학교를 선택하여 통학하게 되었다.

## 폐교 이후
대전보덕초등학교의 폐교를 앞둔 2010년 1월 27일, 한국가스기술공사는 내부 이사회에서 기존 서울특별시 강서구 내발산동에 위치해 있었던 한국가스기술공사 본사를 대전보덕초등학교 폐교 예정부지로 이전하기로 결정하였다. 이후, 2월 3일에는 박성효 대전광역시장, 김신호 대전광역시교육감, 김칠환 가스기술공사 사장이 참석한 가운데 '공사의 대전 이전 추진 업무협력 약정'을 체결하였다. 기존의 학교 건물을 리모델링하여 2010년 12월에 입주하였다.